# مرد حصیری (فیلم ۲۰۰۶)
مرد حصیری (به انگلیسی: The Wicker Man) فیلمی محصول مشترک آلمان و آمریکا در سال ۲۰۰۶ است. این فیلم از روی نسخه فیلمی بریتانیایی با همین نام محصول سال ۱۹۷۳ دوباره‌سازی شده‌است.

## داستان فیلم
این فیلم در مورد مردی است که توسط نامه‌ای مشکوک به منطقه‌ای به اسم «سامرزایل» کشیده می‌شود. در آن نامه همسر سابق ادوارد از او خواسته‌است که به سامرزایل بیاید تا دختر گمشده‌اش را در نقش یک پلیس بیابد. اهالی سامرزایل به صورت کاملاً مرموز با او رفتار می‌کنند. ادوارد بعد از اینکه می‌فهمد پدر دختر گمشده –روان وودوارد- است جدی تر به جمع کردن مدرک می‌پردازد. در سامرزایل همه چیز زنانه است. هیچ پسربچه‌ای در آنجا دیده نمی‌شود. اهالی سامرزایل زندگی زنبور وار دارند و تنها پایبند قوانین ملکه‌شان هستند. ملکه خودش در آسایش است اما بقیهٔ زنبورها که در داخل یا خارج قلمرو او فعالیت دارند سربازی بیش نیستند. مردها برای زنان سامرزایل فقط وسیله‌اند.
دهکدهٔ مرد ستیز سامرزایل دانش آموزانی مرد ستیز هم پرورش می‌دهد. عسل، زنبور، ملکه، خواهر سامرزایل، سربازها، مردهای بی‌مصرف و بی زبان در سامرزایل، عسلی که زنبورها برای به دست آوردنش زحمت می‌کشند و مرد حصیری. این‌ها به صورت زنجیر وار به هم متصل اند و قصه را تشکیل می‌دهند.
در سکانس پایانی، تمام معما حل می‌شود و روحیهٔ خشن و غیر احساسی زنان، همان‌طور که خواهر رز در گفتگو با ادوارد به آن اشاره کرد، بر مخاطب آشکار می‌شود. حالا دیگر دست ویلو و روان هم برای ادوارد رو شده و تنها راه چاره، مردن است، چون آنها می‌خواهند. مردن به دلیل مرد بودن؛ و تنها جرم، دلسوزاندن است. او باور کرده بود و محکوم به مرگ شد. او را بعنوان قربانیدر آتش سوزاندند.

## بازخورد

### فروش گیشه
مرد حصیری از ۱ سپتامبر ۲۰۰۶ در ۲۷۸۴ سالن اکران شد. این فیلم در پایان هفته افتتاحیه ۹٫۶ میلیون دلار فروش کرد و در رده سوم باکس آفیس ایالات متحده قرار گرفت. اکران این فیلم پس از یازده هفته در ۱۶ نوامبر ۲۰۰۶ به پایان رسید و در مجموع ۲۳٫۶ میلیون دلار در ایالات متحده و ۱۵٫۱ میلیون دلار در سایر کشورها فروش کرد و مجموعاً ۳۸٫۸ میلیون دلار در سرتاسر جهان فروخت.

## تحلیل
مرد حصیری را می‌توان یک فیلم در جهت اعتراض به افراط در عمل فمینیست‌ها دانست. البته که برابری حقوق زن با مرد از این مقوله جدا است اما قضیهٔ تولید مثل که برای ادوارد (نیکلاس کیج) در فیلم هم مورد سؤال است بی ربط با موضوع «مرد حصیری» نیست.